# نظریه نقش
نظریه نقش (به انگلیسی: Role theory) دیدگاهی در جامعه‌شناسی و روان‌شناسی اجتماعی است که بیشتر فعالیت‌های روزانه را عمل رده‌های تعریف شده توسط اجتماع (مثلاً رده مادر، مدیر، معلم) می‌داند. هر نقش مجموعه‌ای از مجوزها، وظایف، انتظارات، هنجارها و رفتارهایی است که یک فرد با آن روبرو می‌شود یا انجام می‌دهد. این مدل بر اساس مشاهداتی است که مردم به صورت قابل پیش‌بینی عمل می‌کنند، و اینکه رفتار یک فرد مبتنی بر بافت می‌باشد، و نیز مبتنی بر وضعیت اجتماعی و دیگر فاکتورها است. «تئاتر» یک استعاره است که معمولاً برای توصیف نظریه نقش به کار می‌رود.
اگرچه کلمه role (یا roll) در زبان‌های اروپایی چندین سده، به عنوان یک مفهوم جامعه‌شناسانه، موجود بوده‌است، این اصطلاح به شیوه فعلی از دهه ۱۹۲۰ و ۱۹۳۰ مطرح شد. این نظریه در دامنه سخن جامعه‌شناسی در کارهای نظری جورج هربرت مید، جیکوب ال. مورنو، تالکوت پارسونز، و رالف لینتون رواج پیدا کرد. دو مفهوم در نظریه مید - ذهن و خود - پیش‌سازه‌های نظریه نقش اند.